# Omen (2006)
Omen (originaltitel: The Omen, även känd som The Omen: 666) är en amerikansk skräckfilm från 2006 i regi av John Moore, samt skriven av David Seltzer. Detta är den femte filmen i Omen-serien, samt en nyinspelning av originalfilmen med samma namn, som hade premiär år 1976. Medverkande skådespelare i denna version är Julia Stiles, Liev Schreiber, Mia Farrow, David Thewlis, Pete Postlethwaite, Michael Gambon och Seamus Davey-Fitzpatrick.
Filmen hade världspremiär av 20th Century Fox den 6 juni 2006. Den fick blandade recensioner från kritiker, samt drog in en totalsumma på 120 miljoner dollar, mot en tidigare satt budget på 25 miljoner dollar.

## Handling
Filmens handling kretsar kring den amerikanske tjänstemannen/ambassadören Robert Thorn och hans hustru Katherine, som på grund av makens arbete är bosatta i Italien. När Robert får reda på att Katherine har fött en dödfödd son bestämmer han sig för att adoptera en nyfödd pojke vid namn Damien, och döljer det för Katherine som är helt ovetande om att de har förlorat sitt nyfödda barn. När Damien sedan växer upp börjar hemska saker att inträffa, vilket tyder på att saker och ting inte riktigt står rätt till.

## Rollista
| Liev Schreiber           | – Robert Thorn                  |
| Julia Stiles             | – Katherine Thorn               |
| Mia Farrow               | – Mrs. Willa Baylock            |
| Seamus Davey-Fitzpatrick | – Damien Thorn                  |
| David Thewlis            | – Keith Jennings                |
| Pete Postlethwaite       | – Fader Brennan                 |
| Michael Gambon           | – Bugenhagen                    |
| Giovanni Lombardo Radice | – Fader Spiletto                |
| Pedja Bjelac             | – Vatikansk observatoriumspräst |

Harvey Spencer Stephens, som spelade rollen som Damien i 1976 års film, medverkade även i ett cameoframträdande i denna film, i rollen som reporter.

## Produktion
Huvudfotograferingen för filmen skedde i Barrandov Studio i Tjeckiens huvudstad Prag den 3 oktober 2005. Man spelade även in i italienska Matera, samt på Herbert Park i Dublin.